# كارل كريس
كارل كريس (بالإنجليزية: Carl Kress) هو عازف جاز أمريكي، ولد في 20 أكتوبر 1907 في نيوآرك في الولايات المتحدة، وتوفي في 10 يونيو 1965 في رينو في الولايات المتحدة.

## وصلات خارجية
- كارل كريس على موقع ميوزك برينز (الإنجليزية)
- كارل كريس على موقع أول ميوزيك (الإنجليزية)
- كارل كريس على موقع ديسكوغز (الإنجليزية)